# Rue Jean Richepin
Koordinaten: 48° 52′ N, 2° 16′ O
Die Rue Jean Richepin ist eine 153 Meter lange und 12 Meter breite Straße im Quartier Muette des 16. Arrondissements von Paris.

## Lage
Sie beginnt bei Nummer 39 der Rue de la Pompe und endet zwischen den Häusern Nummer 40 und 46 des Boulevard Émile Augier. Sie geht als Verlängerung in die Rue Nicolo über.

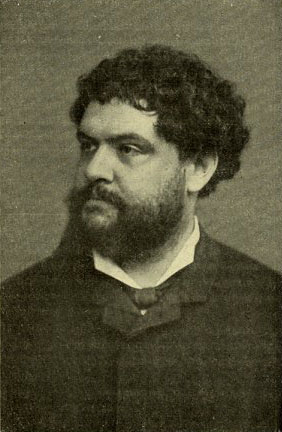
Jean Richepin, Foto von Nadar

## Namensursprung
Die Straße wurde nach dem französischen Schriftsteller, Dramatiker und Lyriker Jean Richepin (1849–1926) benannt.

## Geschichte
Die früher als Rue Émile Augier (nach dem französischen Dramatiker Émile Augier, 1820–1889) und davor als Rue Camille Charpentier bekannte Straße erhielt ihren heutigen Namen in Erinnerung an den französischen Dichter Jean Richepin (1849–1926), der in der unter Nummer 83 der benachbarten Rue de la Tour befindlichen Villa Guibert lebte.